# Alaya Dawn Johnson
Alaya Dawn Johnson, née le 31 mars 1982 à Washington, DC, est une écrivaine américaine de fiction spéculative.

## Biographie
Alaya Dawn Johnson est née le 31 mars 1982 à Washington, DC. Elle est diplômée de l'Université de Columbia en 2004 avec un baccalauréat ès arts en langues et cultures d'Asie de l'Est,.
Elle vit à New York jusqu'en 2014, date à laquelle elle déménage à Mexico. Elle obtient une maîtrise en études mésoaméricaines de l'Universidad Nacional Autónoma de Mexico pour sa thèse sur les aliments fermentés et leur symbolisme rituel dans le Mexique précolombien. 

## Carrière
En plus de ses fictions courtes, Alaya Dawn Johnson publie deux romans de fantasy urbaine sur la « vampire suffragette » Zephyr Hollis se déroulant dans une ville alternative de New York des années 1920,  et deux romans se déroulant sur des îles ressemblant à la Polynésie pré-moderne où les gens ont appris à lier les pouvoirs élémentaires à leurs commandements,.  
Ses débuts en 2013 dans le secteur de la fiction pour jeunes adultes, le roman indépendant Le Prince d'été (The Summer Prince), se déroule dans une arcologie cyberpunk post-apocalyptique brésilienne régie par un matriarcat doté de pouvoirs nanotechnologiques,. Love Is the Drug, son roman indépendant pour jeunes adultes de 2014, se déroule à Washington, DC et suit un élève d'une école préparatoire dont la perte de mémoire pourrait être liée à une pandémie mondiale de grippe en plein essor,.  
En février 2021, Johnson est l'invitée d'honneur littéraire et la conférencière principale du 39e symposium annuel Life, the Universe, & Everything sur la science-fiction et la fantasy. 

## Prix et récompenses
- Finaliste du prix Parallax 2006 de la Carl Brandon Society pour la nouvelle Shard of Glass[15].
- Gagnante de la bourse de voyage Gulliver 2008 de la Speculative Literature Foundation[15].
- Finaliste du Top Ten pour le Million Writers Award 2010 pour la nouvelle A Song to Greet the Sun[15].
- Finaliste du prix Kindred 2011 de la Carl Brandon Society pour le roman The Burning City[15].
- Finaliste du prix Parallax 2011 de la Carl Brandon Society pour le roman Moonshine[15].
- Sélection de la Junior Library Guild printemps 2013 pour Le Prince d'été[15].
- Présence dans la liste longue littérature jeunesse du National Book Award 2013 pour Le Prince d'été[16].
- Nommée dans la liste BFYA de la Young Adult Library Services Association 2013 pour Le Prince d'été[15].
- Nommée au prix Andre-Norton du meilleur roman pour jeunes adultes 2013 pour Le Prince d'été[17].
- Nommée au prix Nebula de la meilleure nouvelle longue 2013 pour They Shall Salt the Earth with Seeds of Glass[17].
- Présence dans la liste des dix meilleurs ouvrages de la GLBTRT 2014 pour Le Prince d'été[18].
- Lauréate du prix Nebula de la meilleure nouvelle longue 2014 pour A Guide to the Fruits of Hawaï’i[19].
- Lauréate du prix Andre-Norton du meilleur roman pour jeunes adultes 2014 pour Love Is the Drug[19].
- Lauréate du prix World Fantasy du meilleur roman 2021 pour Trouble the Saints[20].
- Lauréate du prix British Science Fiction du meilleur livre pour jeune lectorat 2023 pour The Library of Broken Worlds[21].

## Œuvres

### SérieSpirit Binders
1. (en) Racing the Dark, Agate Bolden, 2007, 368 p.  (ISBN 978-1932841282)
2. (en) The Burning City, Agate Bolden, 2010, 380 p.  (ISBN 978-1932841459)

### SérieZéphyr Hollis
1. (en) Moonshine, Friffin, 2010, 278 p.  (ISBN 9780312648060)
2. (en) Wicked City, Thomas Dunne Books, 2012, 306 p.  (ISBN 978-0312565480)
3. (en) The Inconstant Moon, Tor Books, 2012, nouvelle, 32 p.  (ISBN 978-1466820821)

### Romans indépendants
- Le Prince d'été, Robert LAffont, coll. « R », 2013 ((en) The Summer Prince, Arthur A. Levine Books, 2013), trad. Paola Appelius, 448 p.  (ISBN 978-2221134856)
- (en) Love Is the Drug, Arthur A. Levine Books, 2014, 344 p.  (ISBN 978-0545417815)
- (en) Trouble the Saints, Tor Books, 2020, 352 p.  (ISBN 978-1250175342)
- (en) The Library of Broken Worlds, Scholastic Press, 2023, 448 p.  (ISBN 978-1338290622)Prix British Science Fiction du meilleur livre pour jeune lectorat 2023

### Recueils de nouvelles
- (en) Reconstruction, Small Beer Press, 2020, 271 p.  (ISBN 978-1618731777)

### Nouvelles
- (en) Shard of Glass, 2005Parue dans Strange Horizons nos 14 février 2005 et 21 février 2005[22],[23] ; rééditée dans Year's Best Fantasy 6
- (en) Third Day Lights, 2005Parue dans Interzone no septembre-octobre 2005, 2005 ; rééditée dans Year's Best SF 11
- (en) Among Their Bright Eyes, 2006Parue dans Fantasy no hiver 2006, 2006 ; réédité dans Pseudopod, 2007[24]
- (en) Down the Well, 2008Parue dans Strange Horizons no août 2008, 2008[25]
- (en) Far and Deep, 2009Parue dans Interzone no mars–avril 2009, 2009
- (en) The Yeast of Eire, 2009Parue dans Strange Horizons nos 7 septembre 2009 et 14 septembre 2009, 2009[26],[27] ; réédité dans Pseudopod, 2007[28]
- (en) A Song to Greet the Sun, 2009Parue dans Fantasy no octobre 2009[29]
- (en) The Score, 2009Parue dans Interfictions 2, Small Beer Press, 2009
- Love Will Tear Us Apart, 2014 ((en) Love Will Tear Us Apart, 2010)Parue dans Zombies vs. Unicorns, Margaret K. McElderry Books, 2010, puis traduite en français et parue dans Zombies contre Licornes, Fleuve, coll. « Territoires », 2011
- (en) Their Changing Bodies, 2011Parue dans Subterranean Online, Subterranean Press, 2011[30]
- (en) A Prince of Thirteen Days, 2011Parue dans Welcome to Bordertown, Random House, 2011
- (en) They Shall Salt the Earth with Seeds of Glass, 2013Parue dans Asimov's Science Fiction no janvier 2013, 2013 ; rééditée dans Uncanny,  2021[31]
- (en) A Guide to the Fruits of Hawai’i, 2014Parue dans The Magazine of Fantasy & Science Fiction no juillet-août 2014, 2014
- (en) A Hundred Thousand Threads, 2017Parue dans Three Sides of a Heart, HarperTeen, 2017
- (en) The Rules of the Land, 2020Parue dans A Phoenix First Must Burn, Viking Books, 2020
- (en) Reconstruction, 2020Parue dans Reconstruction, Small Beer Press, 2020
- (en) The Mirages, 2020Parue dans Asimov's Science Fiction no novembre-décembre 2020, 2020
- (en) The Memory Librarian, 2022Écrit avec Janelle Monáe. Parue dans The Memory Librarian: And Other Stories of Dirty Computer, HarperVoyager, 2022